# Geistthal-Södingberg
Geistthal-Södingberg – gmina w Austrii, w kraju związkowym Styria, w powiecie Voitsberg. Według Austriackiego Urzędu Statystycznego liczyła 1617 mieszkańców (1 stycznia 2015).